# Sturmia flavidipennis
Sturmia flavidipennis là một loài ruồi trong họ Tachinidae.